# Suka Raja (Medan Maimun)
Suka Raja is een bestuurslaag in het regentschap Medan van de provincie Noord-Sumatra, Indonesië. Suka Raja telt 3250 inwoners (volkstelling 2010).